# Environmentally Extended Input-Output Analysis
Environmentally extended input-output analysis (EEIOA) (analisi input-output con estensioni ambientali) è un metodo di analisi degli impatti ambientali di una o più economie. Fa uso di sistemi di contabilità economica nazionale a cui sono associati estensioni ambientali (e.g. emissioni ed estrazioni) risultanti dalle attività economiche. In particolare impiega tavole input-output associate ad indicatori di sostenibilità ambientale.